# Zygmunt Milewski
Zygmunt Milewski est un boxeur polonais né le 3 février 1934 à Dantzig et mort le 31 décembre 2002 dans cette même ville.

## Carrière
Sa carrière amateur est principalement marquée par une médaille de bronze remportée aux championnats d'Europe de 1957 dans la catégorie des poids super-légers.

## Palmarès

### Championnats d'Europe
- Médaille de bronze en -63,5 kg en 1957 à Prague, Tchécoslovaquie